# Lachte
Die Lachte ist ein etwa 38 Kilometer langer rechter Nebenfluss der Aller in Niedersachsen. Sie entwässert ein sehr waldreiches Einzugsgebiet der östlichen Südheide und hat eine mittlere Wasserführung von rund 2,9 m³/s an der Mündung. Das Flusssystem weist eine auffallend parallele Gewässerstruktur auf und liegt großenteils im Naturpark Südheide. Es enthält einige ökologisch sehr hochwertige Gewässerabschnitte.

## Name
Erstmals schriftlich genannt wird der Fluss im Jahr 1488 (up der lacht). Der Name leitet sich vom germanischen Verb lek-a- für „leck sein“ ab.

## Geographie

### Verlauf

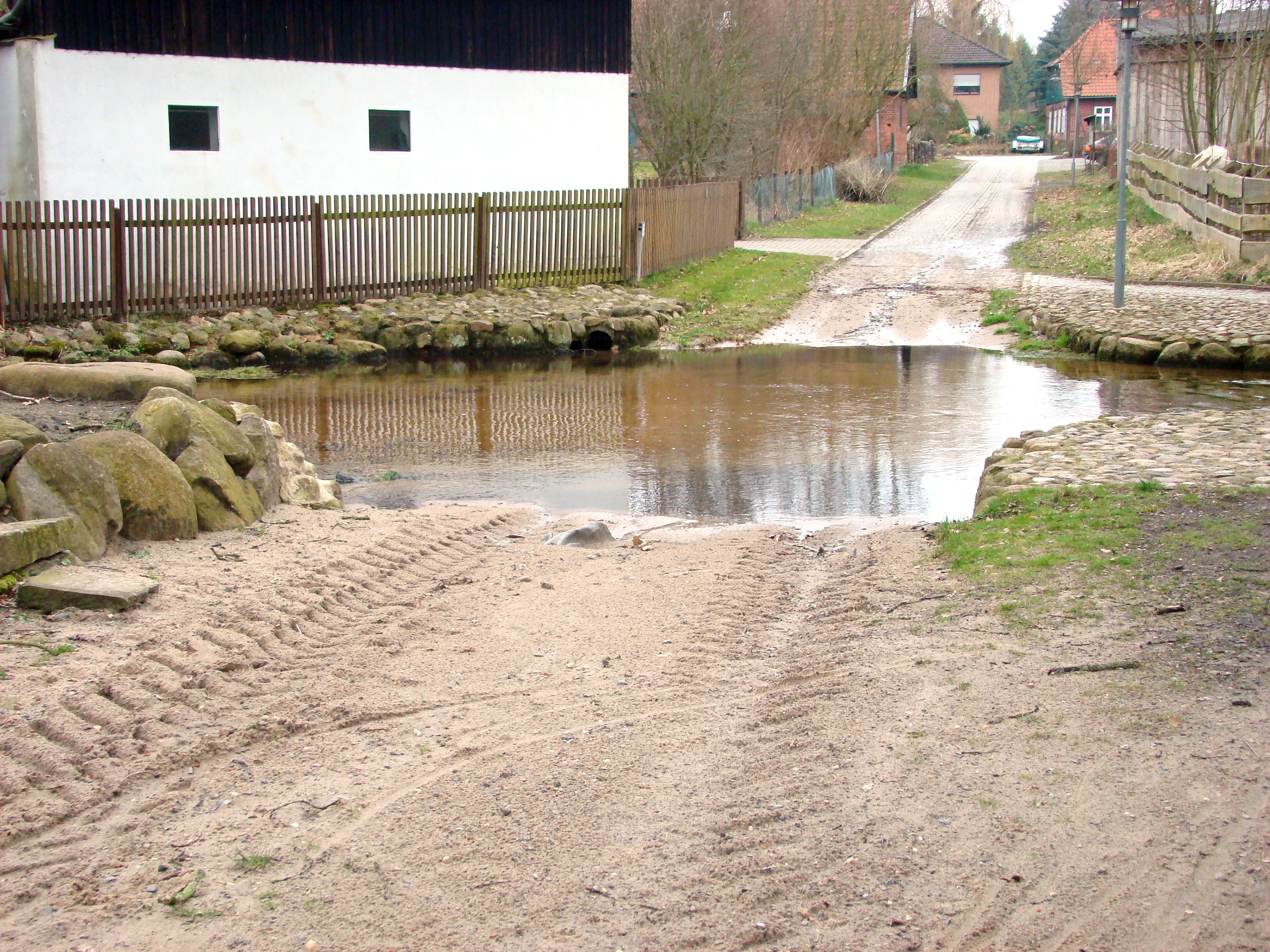
Furt durch die Lachte in Steinhorst

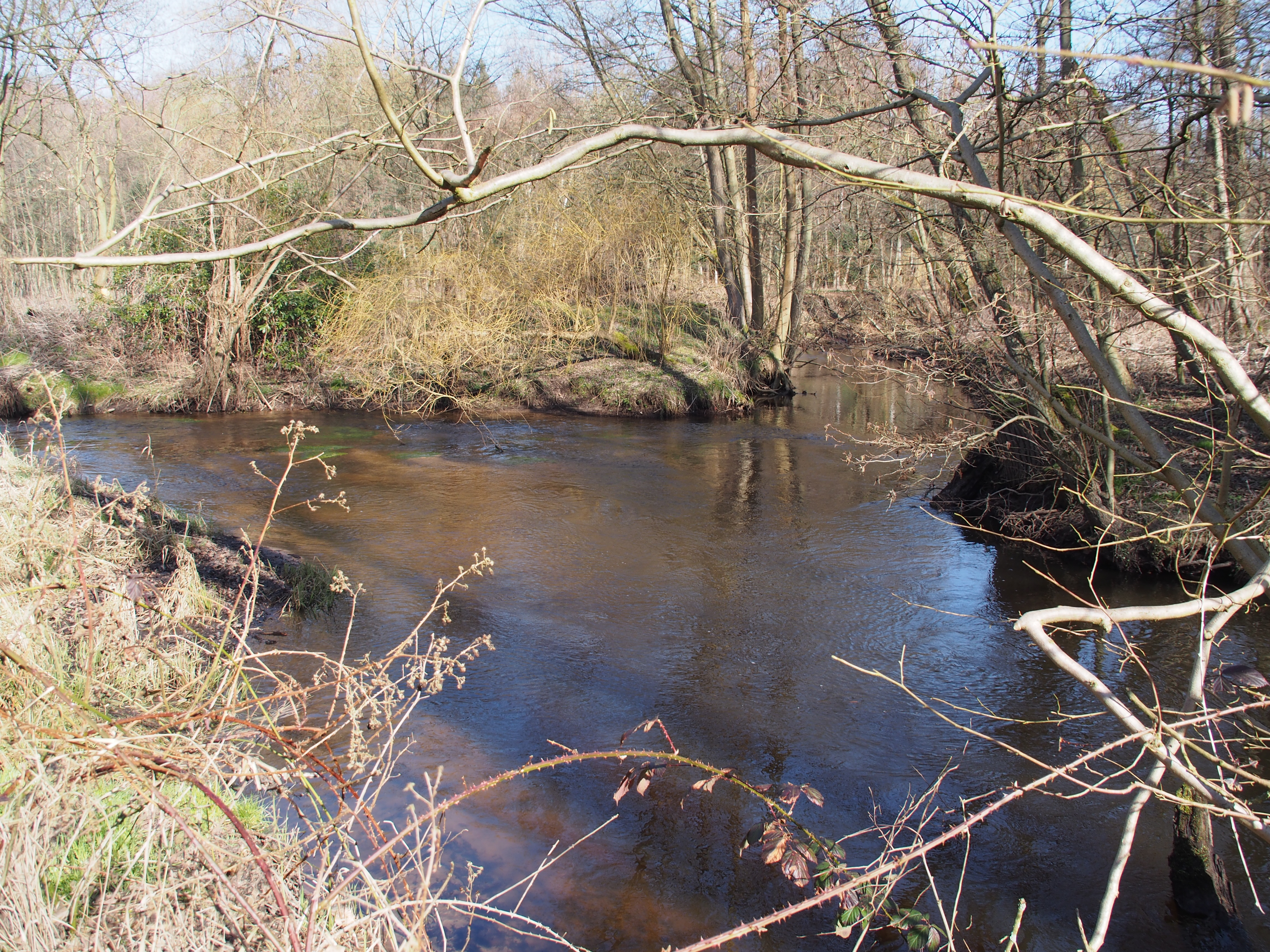
Zusammenfluss von Lachte (rechts) und Lutter, nördlich von Jarnsen, Gemeinde Lachendorf

Die Lachte entspringt im nördlichen Landkreis Gifhorn südwestlich des Ortes Sprakensehl. Sie fließt zunächst in südwestlicher Richtung und speist beim Gut Auermühle eine 5 km lange Kette von Fischteichen. Anschließend nimmt sie von links den Kainbach auf und unterhalb von Steinhorst den Jafelbach. In Steinhorst (mit einem Wasserrad im Gemeindewappen) führt eine gepflasterte Furt durch den Fluss. Bei Beedenbostel, Landkreis Celle, münden von rechts die größten Nebenflüsse der Lachte, die Lutter und die Aschau. Die Lutter ist beim Zusammenfluss mit der Lachte sogar der größere Fluss. Bei Lachendorf wendet sich der Fluss nach Westen und mündet bei Lachtehausen, einem Ortsteil der Stadt Celle, in die Aller.
Auch, wenn sie nur auf ihrem westlichen Abschnitt dem Fluss folgt, wird die Kleinbahnstrecke Celle-Wittingen auch Lachtetalbahn genannt.

## Schutzgebiete
1997 wurde das Naturschutzgebiet Obere Lachte, Kainbach, Jafelbach mit einer Größe von 1090 ha eingerichtet. Seit 2009 steht die Lachte im 489 Hektar großen Naturschutzgebiet Lachte auch im Landkreis Celle unter Naturschutz. Insgesamt stehen 4014 Hektar des Flusssystems der Lachte inklusive der Lutter und einiger Nebenbäche unter Naturschutz, 5113 bilden das FFH-Gebiet „Lutter, Lachte, Aschau (mit einigen Nebenbächen)“. Ein Teil davon liegt im Naturpark Südheide.

## Paddeln auf der Lachte

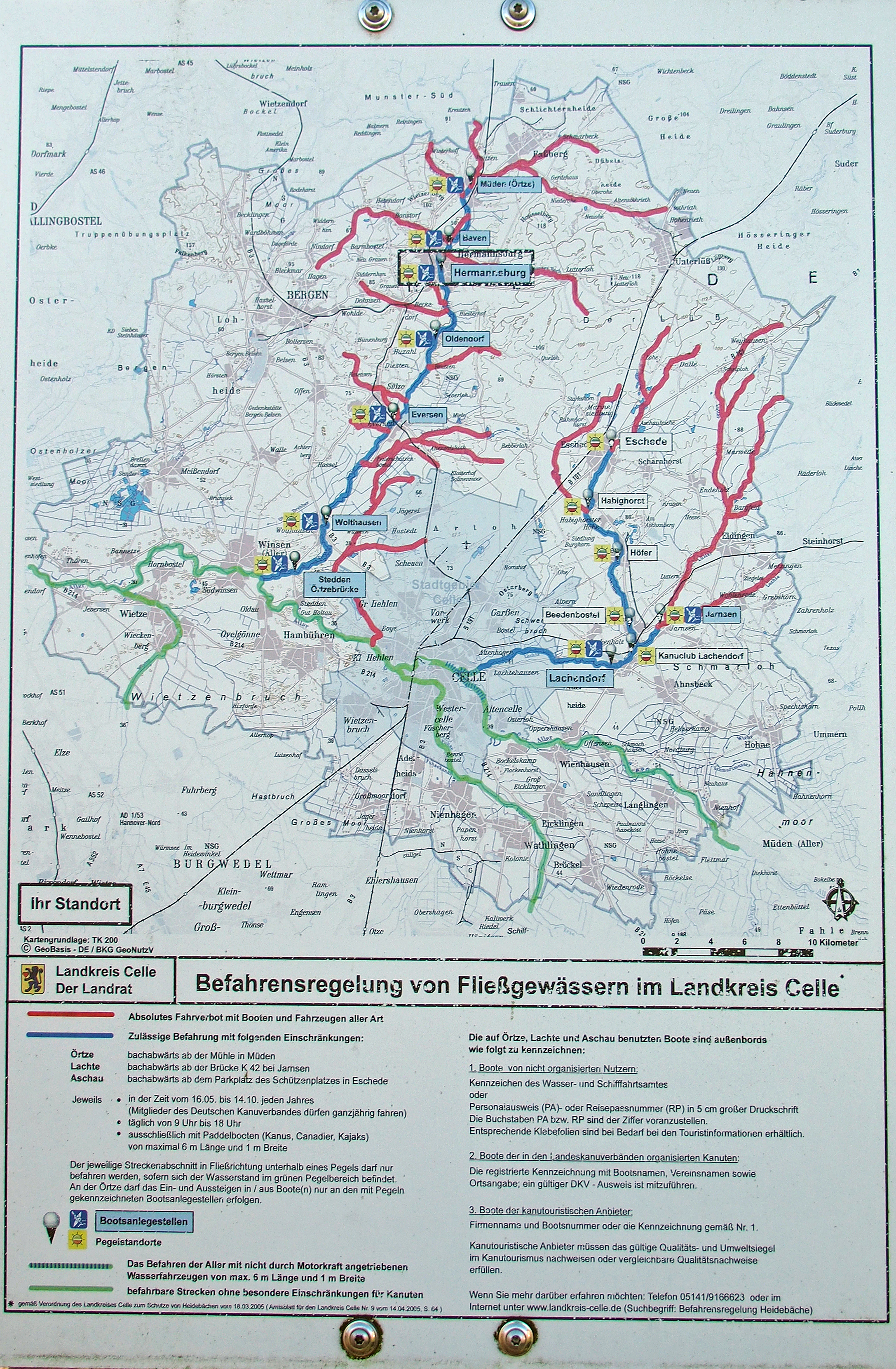
Befahrensregelung der Fließgewässern im Landkreis Celle

Durch den Bootsbetrieb auf der Lachte kommt es, wegen der hohen Bedeutung des Naturschutzes für diesen Fluss, zu Konflikten mit den Naturschutzgruppen; insbesondere durch Störung der Tierwelt, Schädigung der Ufervegetation und durch negative Veränderungen der Gewässersohle. Als Kompromisslösung ist nur in der Zeit vom 16. Mai bis 14. Oktober, von 9 – 18 Uhr auf der Lachte das Paddeln eingeschränkt zugelassen. Erlaubt sind ausschließlich gekennzeichnete Paddelboote (Kajak, Canadier, Kanu), von maximal 6 m Länge und 1 m Breite. Die Lachte darf, bei ausreichendem Wasserstand (Pegelanzeige ist zu beachten), ab der Straßenbrücke Beedenbostel–Jarnsen bachabwärts genutzt werden. Ein- und Ausstiegsstellen sind in Jarnsen und in Lachendorf.